# Oplurus cyclurus
Oplurus cyclurus är en ödleart som beskrevs av  Blasius Merrem 1820. Oplurus cyclurus ingår i släktet Oplurus och familjen Opluridae. IUCN kategoriserar arten globalt som livskraftig. Inga underarter finns listade i Catalogue of Life.